# Trawniki-Kolonia
Trawniki-Kolonia – kolonia w Polsce położona w województwie lubelskim, w powiecie świdnickim, w gminie Trawniki.
W latach 1975–1998 miejscowość administracyjnie należała do ówczesnego województwa lubelskiego.
Kolonia jest sołectwem w gminie Trawniki. Według Narodowego Spisu Powszechnego z roku 2011 kolonia liczyła 778 mieszkańców.